# Arg max
In matematica, gli argomenti del massimo (abbreviato come arg max) sono i punti di un dato argomento per i quali una data funzione raggiunge il suo massimo:

## Definizione
Dato un insieme di punti {\displaystyle X}, l'argomento del massimo è dato da
{\displaystyle {\underset {x\in X}{\operatorname {arg\,max} }}\,f(x):=\{x\ |\ \forall y:f(y)\leq f(x)\}.}
In altre parole, è l'insieme dei valori di {\displaystyle x} per i quali {\displaystyle f(x)} raggiunge il suo più alto valore {\displaystyle M}. Per esempio, se {\displaystyle f(x)} è {\displaystyle 1-|x|}, raggiungerà il suo valore massimo {\displaystyle 1} per {\displaystyle x=0} e solo in quel punto, quindi 
{\displaystyle {\underset {x}{\operatorname {arg\,max} }}\,(1-|x|)=\{0\}}.
Equivalentemente, se {\displaystyle M} è il massimo di {\displaystyle f}, allora l'arg max è l'insieme di livello del suo massimo:
{\displaystyle {\underset {x}{\operatorname {arg\,max} }}\,f(x)=f^{-1}(M)=\{x\ |\ f(x)=M\}.}
Se il massimo è raggiunto per un singolo valore, allora ci si riferisce a tale punto come il massimo argomento, cioè si definisce l'arg max come un punto, non un insieme di punti. Così, per esempio,
{\displaystyle {\underset {x\in \mathbb {R} }{\operatorname {arg\,max} }}(x(10-x))=5,}
(piuttosto che il singoletto {\displaystyle \{5\}}), poiché il valore massimo di {\displaystyle x(10-x)} è {\displaystyle 25}, il quale si ottiene per {\displaystyle x=5}.
Tuttavia, nel caso in cui il massimo fosse raggiunto in molti valori, arg max è un insieme di punti.
Quindi, si ha per esempio
{\displaystyle {\underset {x\in [0,4\pi ]}{\operatorname {arg\,max} }}\cos(x)=\{0,2\pi ,4\pi \},}
poiché il valore massimo di {\displaystyle \cos(x)} è {\displaystyle 1}, il quale si ottiene per {\displaystyle x=0}, {\displaystyle 2\pi } o {\displaystyle 4\pi }. Sull'intera retta reale, l'arg max è {\displaystyle \{2k\pi \}}, con {\displaystyle k\in \mathbb {Z} }.
Si noti inoltre che le funzioni, in generale, non raggiungono un valore massimo, e quindi in generale non hanno un massimo argomento: {\displaystyle \operatorname {arg\,max} _{x\in \mathbb {R} }x} non è definito, così {\displaystyle x} è illimitato sulla retta reale. Tuttavia, per il teorema di Weierstrass (o per le proprietà degli spazi compatti), una funzione continua su un compatto ammette massimo, e quindi un arg max.

## Argomento del minimo
Similmente arg min sta per argomento del minimo, ed è definito in modo del tutto analogo. Per esempio,
{\displaystyle {\underset {x}{\operatorname {arg\,min} }}\,f(x):=\{x\ |\ \forall y:f(y)\geq f(x)\}.}
sono i valori di {\displaystyle x} per i quali {\displaystyle f(x)} raggiunge il suo valore minimo.

## Proprietà
- {\displaystyle \arg \max _{x}\{-f(x)\}=\arg \min _{x}f(x)}.
- Invarianza rispetto alle costanti additive: {\displaystyle \arg \max _{x}\{f(x)+a\}=\arg \max _{x}f(x)} per ogni {\displaystyle a\in \mathbb {R} }.
- Invarianza rispetto alle costanti moltiplicative positive: {\displaystyle \arg \max _{x}\{cf(x)\}=\arg \max _{x}\{f(x)\}} per ogni {\displaystyle c>0}.
- Più in generale, se {\displaystyle g} è una funzione continua strettamente monotona[3] e {\displaystyle g(f(x))} è ben definita, allora

{\displaystyle \arg \max _{x}\{g(f(x))\}=\arg \max _{x}\{f(x)\}.}